# Тіку-Тіку
Мануел Жозе Луїш Букуане (порт. Manuel José Luís Bucuane), відоміший як Тіку-Тіку (порт. Tico-Tico, нар. 16 серпня 1973, Лоренсу-Маркіш) — мозамбіцький футболіст, який грав на позиції нападника. Відомий за виступами в мозамбіцькому клубі «Дешпортіву ді Мапуту», а також у низці закордонних клубів, переважно південноафриканських, та у складі національної збірної Мозамбіку.

## Клубна кар'єра
Тіку-Тіку розпочав виступи у професійному футболі у 1992 році в команді зі свого рідного міста «Дешпортіву ді Мапуту», в якій відразу став одним із гравців основного складу та одним із кращих бомбардирів. У 1994 році він став гравцем португальського клубу «Ештрела», де також відзначався високою результативністю. У 1997 році футболіст переходить до південноафриканського клубу «Джомо Космос», де грав до 2000 року, також відзначаючись високою результативністю, забивши у 91 матчі 44 голи. У 2000 році Тіку-Тіку кілька місяців грав у складі команди MLS «Тампа-Бей М'ютені», після чого повернувся до «Джомо Космос», де грав до 2004 року, де продовжив бути одним із кращих бомбардирів команди.
У 2004 році Тіку-Тіку став гравцем іншої південноафриканської команди «Суперспорт Юнайтед», де грав до 2006 року. У цій команді мозамбіцький форвард хоч і був гравцем основного складу, проте вже не показував високої результативності, відзначившись у 40 матчах лише 8 забитими м'ячами. У 2006—2008 роках футболіст грав за південноафриканські клуби «Орландо Пайретс» і «Маріцбург Юнайтед», проте вже високою результативністю не відзначався. У кінці 2008 року він повернувся до «Джомо Космос», проте вже не був гравцем основного складу, зігравши за 2 роки лише 14 матчів чемпіонату. У 2010 році Тіку-Тіку повернувся до свого рідного клубу «Дешпортіву ді Мапуту», у складі якого наступного року завершив виступи на футбольних полях.

## Виступи за збірну
У 1992 році Тіку-Тіку дебютував у складі національної збірної Мозамбіку. У складі збірної грав до 2010 року, брав у її складі участь у трьох розіграшах Кубка африканських націй — у 1996, 1998 і 2010 роках, щоправда, на цих турнірах мозамбіцька збірна завершувала виступи після групового етапу. Загалом у складі збірної Тіку-Тіку зіграв 83 матчі, в яких відзначився 27 забитими м'ячами.